# 観世清廉

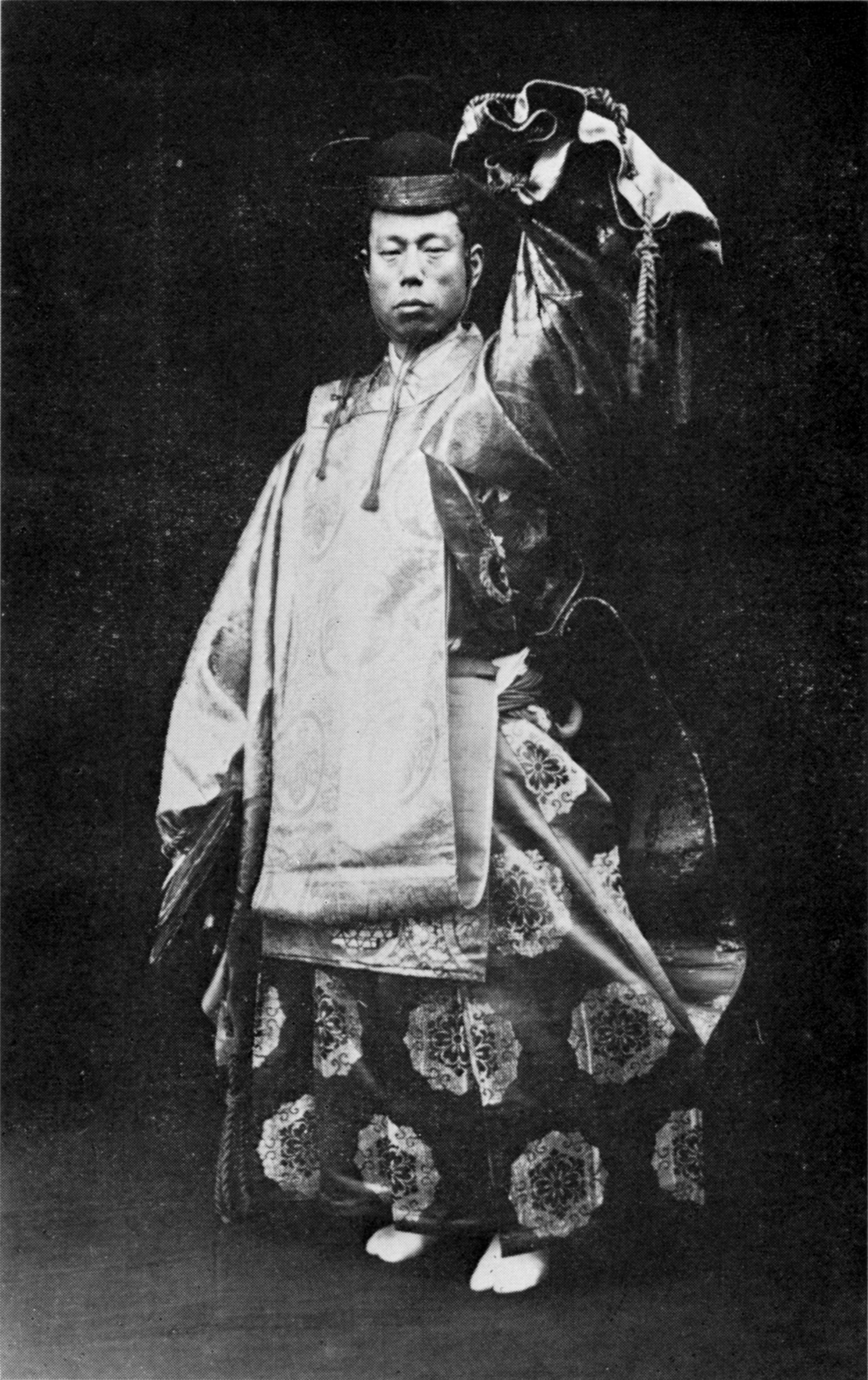
観世清廉

観世 清廉（かんぜ きよかど、慶応3年5月26日（1867年6月28日） - 明治44年（1911年）7月17日）は、シテ方観世流能楽師。二十三世観世宗家。二十二世宗家・観世清孝の長男。幼名・鋠之助。号は和雪、擔雪（雪号参照）。

## 生涯・人物
1869年（明治2年）徳川家と共に静岡へ移るも窮状を極め、1877年（明治10年）東京へ戻り、しばらくは湯島天神下の知り合いの元に身を寄せる。この10歳前後の時期、生活の困窮から宮内省で給仕として働いている。
1888年（明治21年）22歳で宗家継承、若年に付き観世紅雪が後見に立つ。能楽復興の気運にも恵まれ、順調な演能活動を展開する。1901年（明治24年）観世能楽堂を大曲（現在の新宿区新小川町）に建設。1898年（明治31年）には代表作『素桜』を書き上げる。
美声の持ち主であり、同世代で名人と謳われた梅若万三郎から好敵手と見なされるなど才気ある役者だったが、一面稽古にはあまり熱心でなかった。ややズボラなところもあったというが、若き日の金剛右京を自宅に同居させその活動を支援するなど、義侠心ある兄貴分的な人柄であった。また1895年（明治27年）、喜多六平太とともに初めて能楽堂の照明に電灯を設置するなど新しい試みを数々行っている。1905年（明治38年）5月には京城で初めての海外演能を実現した。
1907年（明治40年）頃から体調を崩して病の床につき、1911年（明治44年）、45歳で逝去。
妻は久子（あるいは国子とも）。実子はなく、養子に観世元滋（清廉の弟である七世片山九郎右衛門（観世元義）の長男）を迎える。